# Ambassade van Oekraïne in Slovenië
De ambassade van Oekraïne in Slovenië is de vertegenwoordiging van Oekraïne in de Sloveense hoofdstad Ljubljana.
De diplomatieke relaties tussen Oekraïne en Slovenië begonnen op 10 maart 1992, en de ambassade werd geopend in 2004.